# Torneo del Toro de la Vega
El Torneo del Toro de la Vega es un evento taurino de origen medieval, celebrado en la localidad española de Tordesillas (Valladolid). Fue declarado fiesta de interés turístico en 1980 y espectáculo taurino tradicional en 1999. Se celebra el martes de la segunda o tercera semana de septiembre como parte de las fiestas de Nuestra Señora la Virgen de la Peña (patrona de Tordesillas) que empiezan el día 8 de ese mes, siendo este evento el martes siguiente al inicio de las fiestas.
El torneo consistía en la caza o persecución de un toro por decenas de picadores y lanceros, en la cual algunos de estos últimos intentaban alancear a la res hasta la muerte, después de que esta hubiera sido soltada cerca de la plaza del pueblo y conducida por los corredores y aficionados hasta la vega del río Duero, en donde comenzaba propiamente el torneo. Si el toro sobrepasaba los límites prefijados o los lanceros no podían matarlo, era indultado.
En el siglo XXI, el festejo ha cobrado mayor notoriedad por las protestas en contra que denuncian el sufrimiento al que es sometido el toro. Por ese motivo, y para adaptar las tradiciones a los tiempos, el 19 de mayo de 2016 la Junta de Castilla y León prohíbe, mediante un decreto-ley, la muerte del animal en el festejo, de tal forma que se podrá celebrar el torneo, pero sin que los aficionados maten al toro a la vista de todos. El ayuntamiento de Tordesillas recurrió esta medida, aunque dicho recurso no fue finalmente admitido a trámite por el Tribunal Constitucional.

## Historia

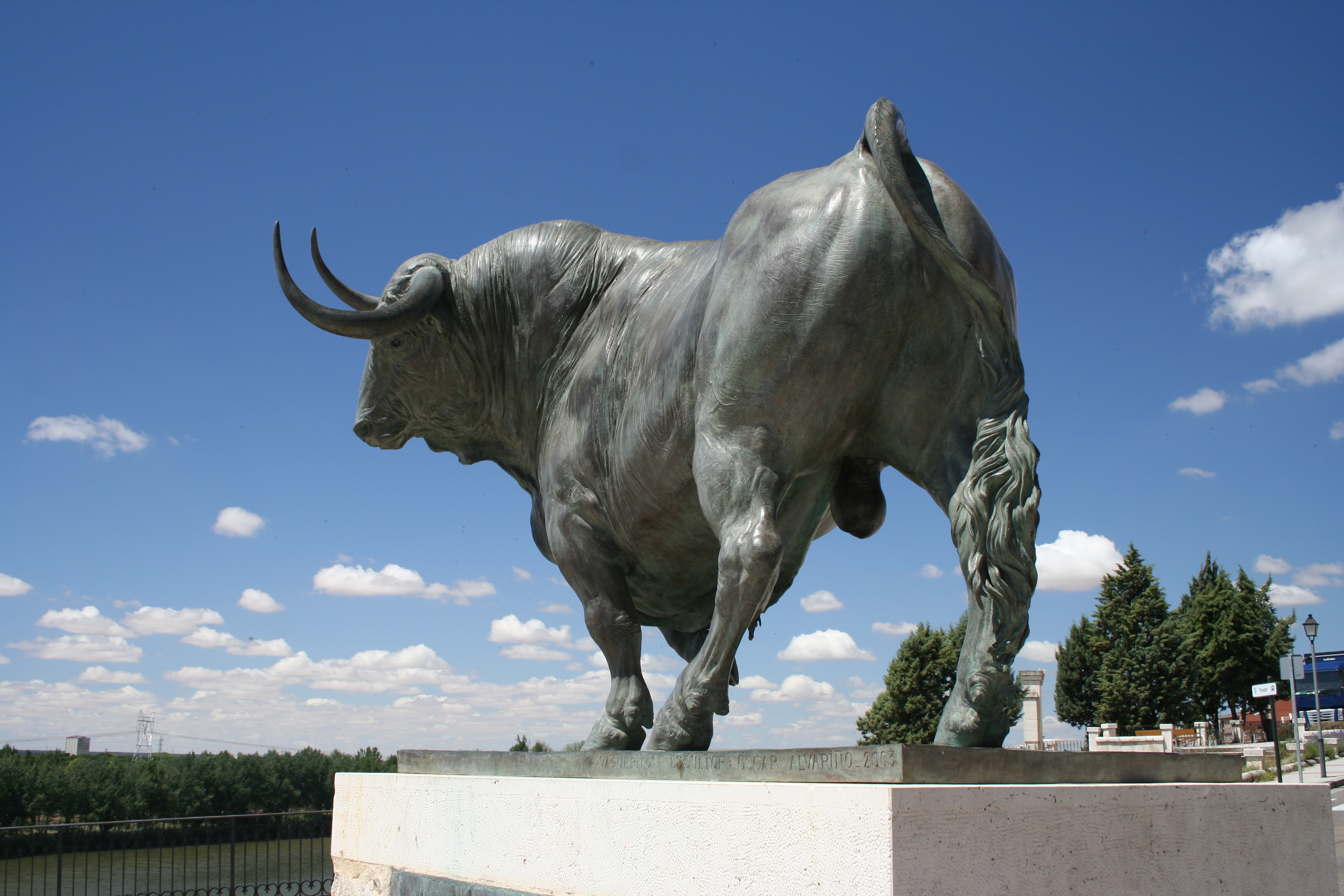
Monumento al Toro de la Vega

La primera referencia escrita en la que se mencionan toros en la Vega aparece en el año 1534 en el libro de la Cofradía del Santísimo Sacramento de Santiago Apóstol de Tordesillas, en el que se lee: «tubo sus festexos de toros, con dos toros por la mañana a la Vega y seis por la tarde».
De 1966 a 1970 el festejo quedó reducido a la primera parte del mismo, el encierro. En 1954, tras la difusión en el No-Do de unas impactantes imágenes del espectáculo que sensibilizaron a destacados colectivos y personalidades comprometidos con la defensa de los animales, se inició una polémica que duraría años. A partir de 1956, la Asociación contra la Crueldad en los Espectáculos (ACCE), la Sociedad Protectora de Animales y Plantas, algunos medios de comunicación y el ministro plenipotenciario y jefe de Información del Ministerio de Asuntos Exteriores, Carlos Arcos y Cuadra, emprendieron una campaña a favor de la suspensión del Toro de la Vega. En 1966, a cambio de no suspender el espectáculo, una decisión del gobierno de Francisco Franco prohibió el rejoneo del toro en campo abierto para darle muerte. En 1970, bajo la influencia de personalidades como Gregorio Marañón Moya, presidente de las Semanas Internacionales del Toro de Lidia de Salamanca, y Antolín de Santiago Juárez, subdirector general de Cultura Popular y Espectáculos, y debido a las presiones de los aficionados y de las autoridades locales, se volvió a autorizar el torneo en su modalidad «tradicional», a saber, acabando con la vida del toro.

## Desarrollo del torneo

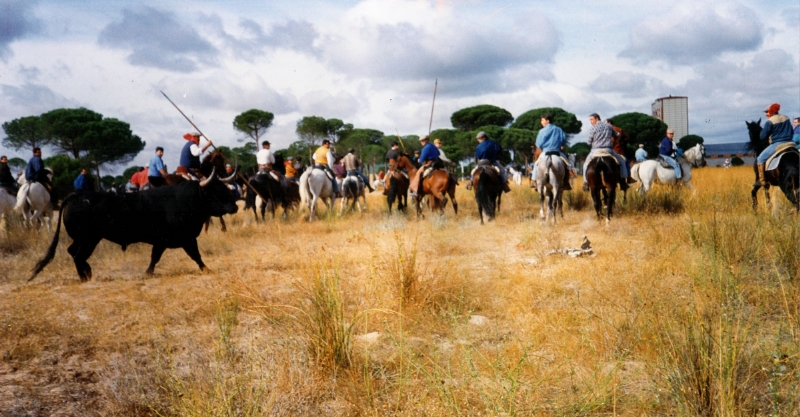
Torneo del Toro de la Vega (1993)

El torneo estriba en la suerte de medir las fuerzas entre un hombre y un toro de lidia sin despuntar, de entre 500 y 600 kg de peso y entre cuatro y siete años de edad. Según la normativa del torneo nadie puede molestar al toro, ni antes de entrar ni después de salir de los límites. Si el toro logra rebasar los límites sin que ningún torneante lo haya alcanzado, se le dará como vencedor del torneo. El torneo se debe celebrar en campo raso, estando prohibido cualquier tipo de vehículo; y que ambos, toro y torneante, deben estar en las siguientes condiciones: el toro únicamente con sus defensas naturales, y el torneante, bien a pie o a caballo, provisto de una lanza.
Antes de llegar a la vega donde se desarrollará el torneo, el toro es soltado cerca de la plaza mayor del pueblo y corre escoltado por la multitud, bajando por la Calle del Empedrado hasta el puente sobre el Duero. Pasado el puente, alcanza la zona del Cristo de las Batallas donde centenares de corredores tratan de citarlo y recortarlo. Allí lo esperan los caballistas (fueron 500 en 2011) para proseguir con el recorrido hasta el Campo del Honor, zona donde comienza el torneo y el toro puede ser alanceado según la reglamentación. El alanceado consiste en hundirle una lanza en el costado hasta la muerte.
Si el toro sobrepasara los límites del torneo, el toro será indultado, como ya ocurrió en dos ocasiones con el toro 'Bonito' en 1993 y el toro 'Presumido' en 1995. El primero murió como consecuencia de las heridas sufridas, y el segundo fue abatido de un disparo por un Guardia Civil. En el torneo de 2012, el toro fue herido por un lancero a pie dentro de los límites establecidos, y salió del perímetro permitido para ser rematado por dos caballistas que lo lancearon. Por este motivo, el torneo se declaró nulo ya que la ordenanza del Toro de la Vega establece que el animal no puede ser perseguido en huida ni lanceado fuera de los límites.

## Ordenanza
El pleno de la corporación municipal de Tordesillas aprobó, el 17 de julio de 1999, las bases reguladoras del desarrollo del torneo del Toro de la Vega, adaptándolas al reglamento de espectáculos taurinos populares aprobado por la Junta de Castilla y León mediante decreto 14/1999, de 8 de febrero, por lo que el desarrollo del torneo se realiza al amparo de unas ordenanzas acordes con dicho reglamento.
En 2012, el consistorio tordesillano modificó la ordenanza municipal reguladora del Toro de la Vega.

## Críticas y protestas

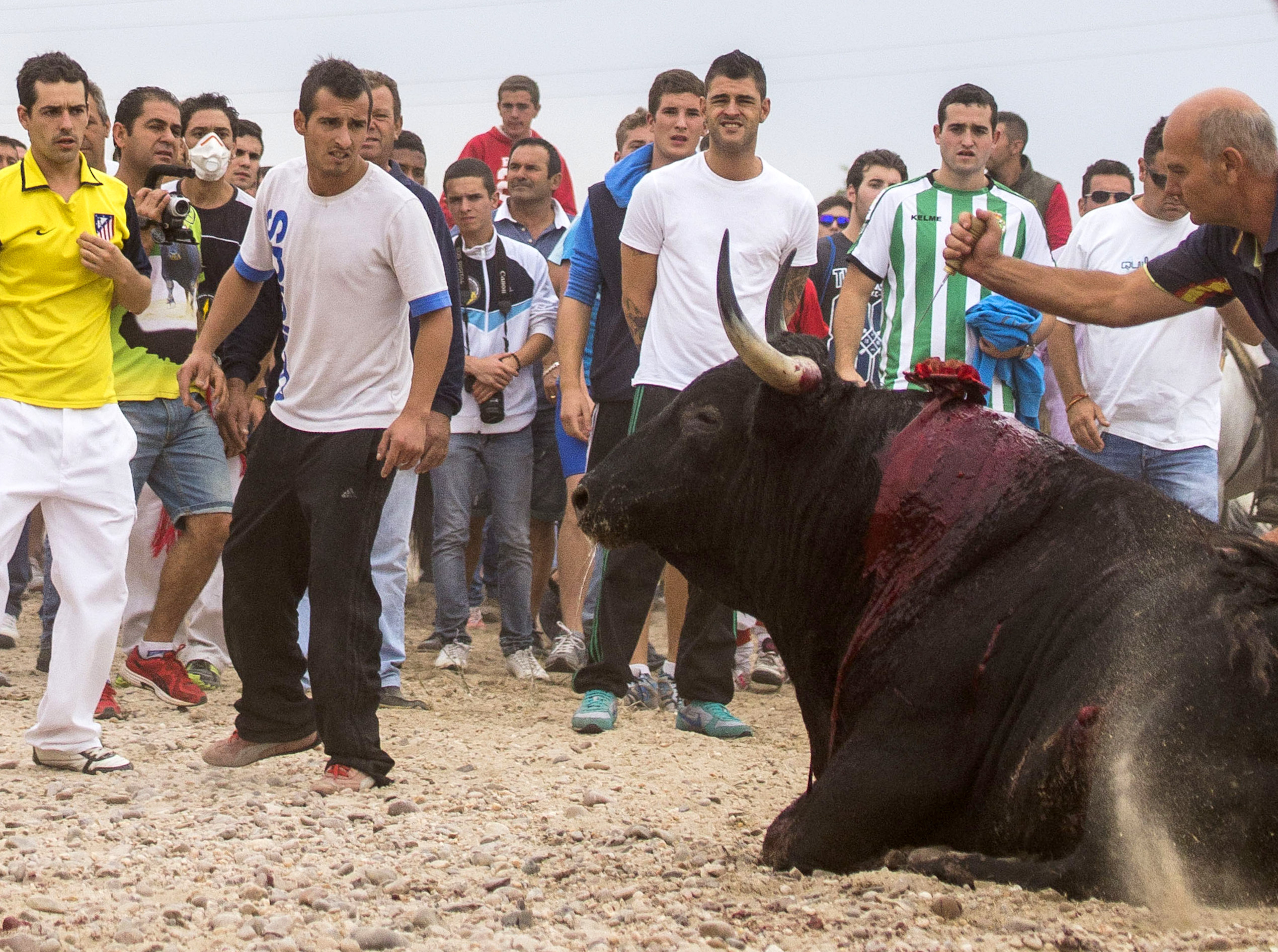
Muerte de Elegido, durante el Toro de la Vega de 2014

Ya en los años 1899, 1907 y 1914 aparecieron las primeras críticas públicas a este torneo.
Todos los años el torneo atrae gran interés por parte de los medios tanto tradicionales como electrónicos, produciéndose manifestaciones en contra y a favor de este festejo local. Cada año aumenta el número de personas en contra de esta práctica, organizándose numerosos actos de protesta y recogidas de firmas (se recogieron 71.000 firmas en contra en junio de 2013) por parte de asociaciones y organizaciones como el Partido Animalista Contra el Maltrato Animal (PACMA), la Human International Society — Unión Europea, Igualdad Animal, CAS International o Equo. Coincidiendo con el torneo de 2012 el grupo parlamentario Izquierda Plural, registró una Proposición no de ley en el Congreso de los Diputados por la que insta al Gobierno a poner fin al torneo. Esta postura contraria se encuentra avalada no solo por lo que podría considerarse una ideología, sino también por veterinarios y biólogos. así como por un creciente porcentaje de la opinión pública.

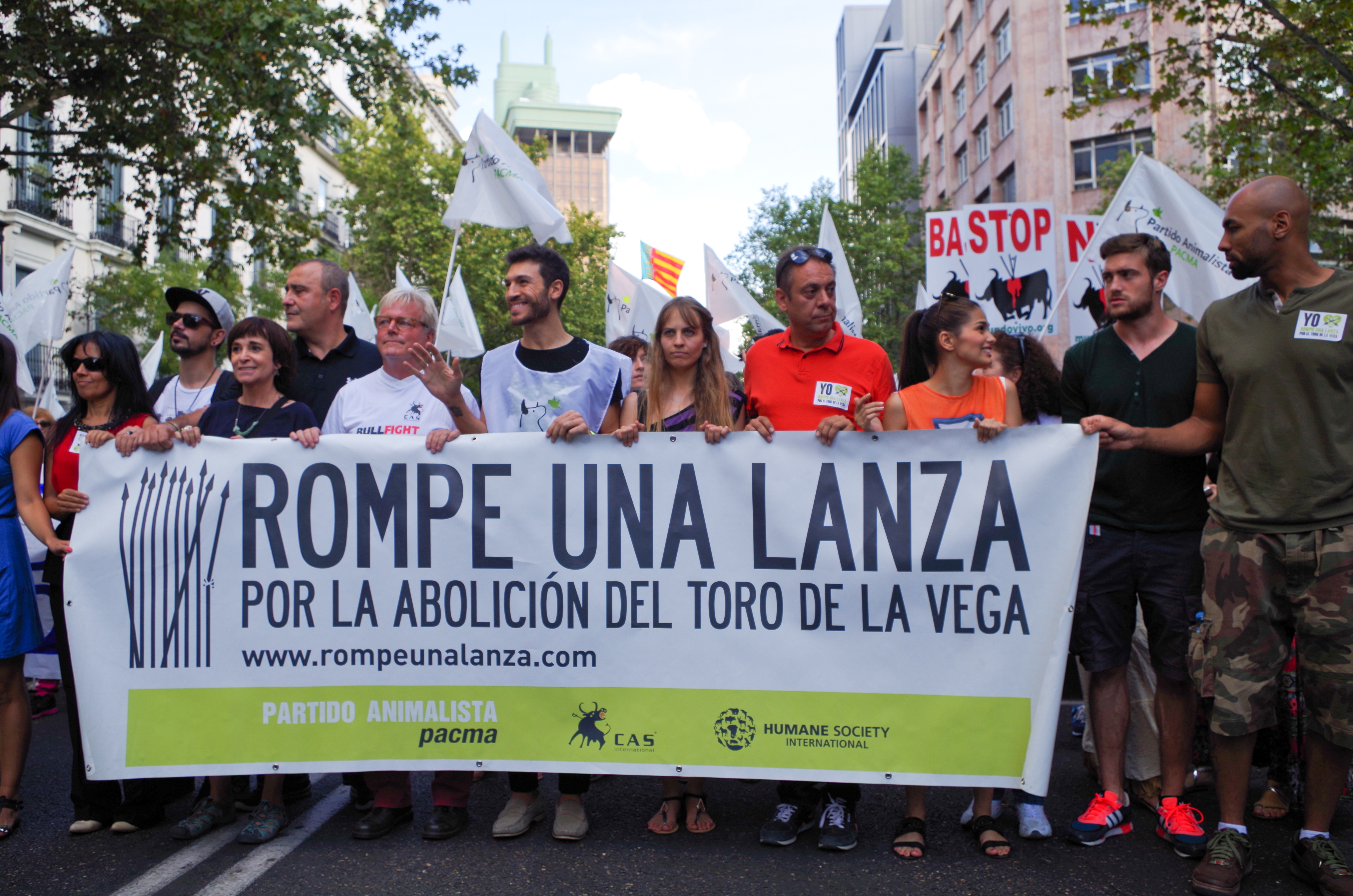
Manifestación contra el Toro de la Vega en 2014

En 2011, el PACMA lanzó la campaña «Rompe una lanza» en contra de la celebración del torneo. Aquel año 500 artistas e intelectuales españoles firmaron un manifiesto de protesta contra el Toro de la Vega pidiendo su abolición. El escrito comenzaba rechazando «que en España se entienda como cultura la humillación y tortura de un ser vivo, que se llame arte a un derramamiento de sangre». Cada año se han ido sumando más artistas y personalidades de la cultura a la campaña.
En cuanto al desarrollo del torneo, los detractores del festejo argumentan que, lejos de existir la posibilidad de indulto o de tratarse de una lucha en «igualdad de condiciones» entre un solo hombre y un toro, se trata de un linchamiento colectivo por parte de un gran número de personas a un animal que agoniza prolongadamente.
El PACMA presentó también en el año 2011 una querella por prevaricación administrativa contra el Delegado Territorial de la Junta de Castilla y León al autorizar un festejo que podría incumplir el Reglamento de Espectáculos Taurinos en vigor en esta comunidad autónoma desde 1998. El juez pidió una fianza de 14.000 euros para tramitar la denuncia, cantidad considerada desorbitada por el PACMA dado que podría «vulnerar el derecho constitucional que tienen todos los ciudadanos y organizaciones de interponer querellas para contribuir al esclarecimiento de los delitos».
Actyma (Asociación Contra la Tortura y el Maltrato Animal) denunció en 2012 a los lanceros, al director de campo, y todos quienes fueron responsables en dicho torneo por permitir la matanza del toro fuera de la zona autorizada.
En respuesta a las denuncias presentadas, y basándose en el acta presentada por la Guardia Civil tras el torneo, en enero de 2013 la Junta de Castilla y León decidió abrir un proceso sancionador contra los lanceros y el organizador del torneo, por incumplir la normativa.
En 2012, la Plataforma Manos Rojas, formada por miembros del mundo de la cultura y creada por la Abolición del Toro de la Vega, publicó la antología de textos Palabras para un toro sin voz, en la que participan los autores Soledad Puértolas, Ruth Toledano, Emilio Silva, Carlos Mañas, Jorge Riechmann, Hugo Cardalda, Esther Tusquets, Luisa Cuerda, Asier Triguero, Fernando Delgado, Rafael Narbona, José Luis Victoria (editor de la obra), Fernando González «Gonzo», Elvira Lindo, Nativel Preciado, Ricardo Muñoz José, José Luis Ordóñez, David Fernández Rivera, Ian Gibson, Vicent Jaume Almela, Javier Montilla, Eduardo Galeano, Ángel Padilla y Julio Ortega Fraile (coordinadores de la Plataforma), y dibujos de Juan Kalvellido y Carlos Azagra.
Las posturas contrarias a esta celebración también existen en el extranjero. Hay fuertes críticas hacia el torneo de Tordesillas por parte de medios de diferentes países como Reino Unido, Francia, Estados Unidos y Alemania, que ven en el festejo un punto negativo para el turismo y lo califican de "truculento, sangriento e innecesario".
El 14 de septiembre de 2013 el Partido Animalista-PACMA convocó una manifestación en Madrid, que partiendo de la Plaza de Colón se dirigió a la sede del PP y posteriormente a la del PSOE para reclamar el fin del apoyo de estos dos partidos al festejo del Toro de la Vega. Dicha manifestación congregó unas 15.000 personas, y además, se recogieron 85.000 firmas, lejos de los casi 50.000 asistentes al Torneo días después. Asimismo, el PACMA celebró un acto de homenaje en Tordesillas, en el lugar donde se alancea al toro.

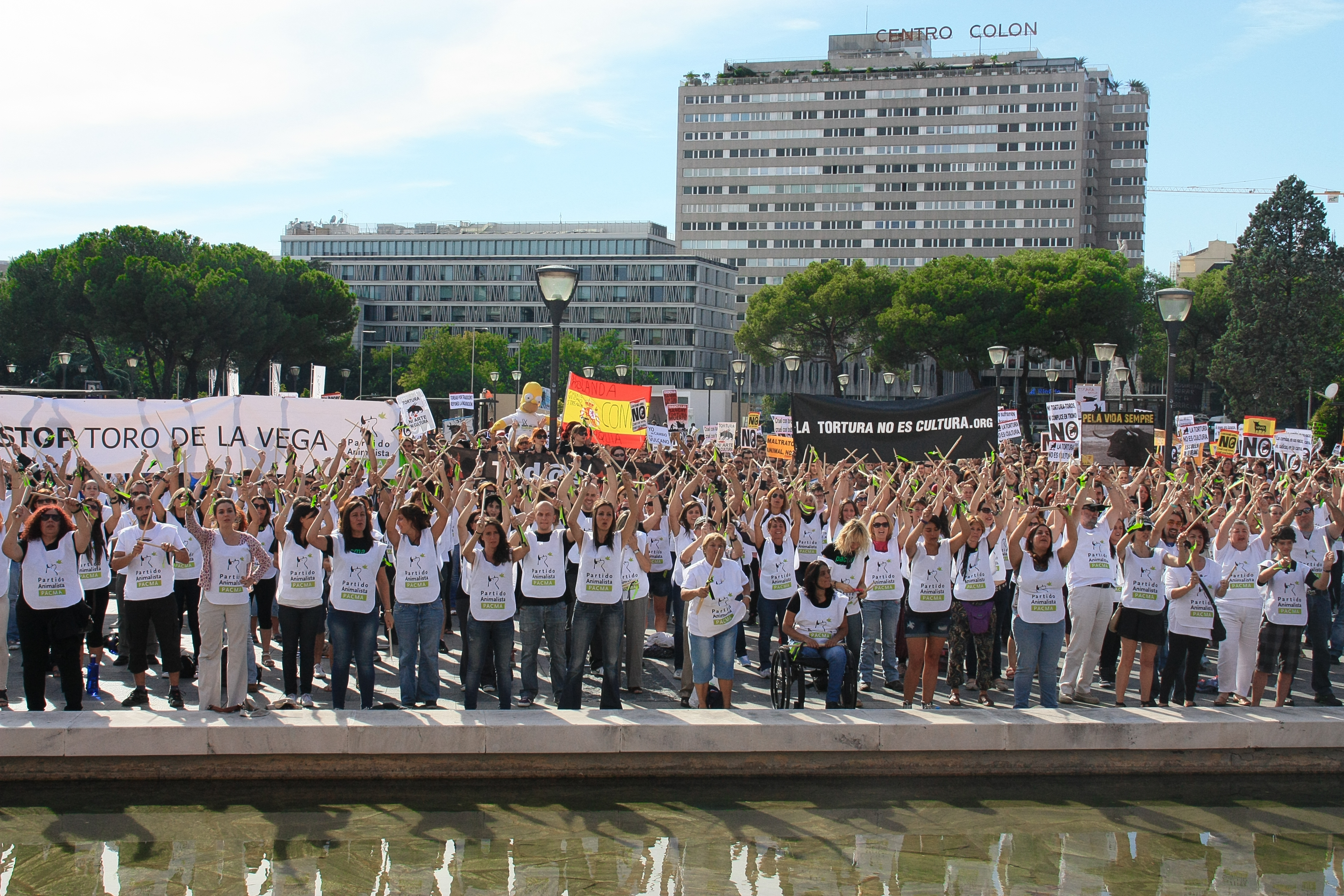
Manifestación contra el Toro de la Vega de PACMA en 2009

En septiembre de 2014 PACMA remitió al Parlamento Europeo una petición para que desde Bruselas se estudie si el Toro de la Vega puede estar incumpliendo la legislación comunitaria. Después de aceptar la petición para llevarla a trámite, el mismo mes el Parlamento Europeo rechazó pronunciarse sobre el Torneo por considerarse una «tradición cultural» que es competencia exclusiva de los Estados miembros y no de la Unión Europea.
En la celebración del torneo de 2014 hubo treinta heridos como consecuencia de enfrentamientos entre detractores y favorables a este evento.
En julio de 2015 un centenar de artistas se ofrecieron a realizar un concierto gratuito en Tordesillas si a cambio se eliminaba la celebración del torneo.
El 12 de septiembre de 2015, el PACMA congregó a 80 000 personas en la Puerta del Sol de Madrid para manifestarse contra la celebración del Toro de la Vega y los festejos con animales.
El 19 de mayo de 2016, la Junta de Castilla y León aprobó un decreto-ley por el que quedaba tajantemente prohibida la celebración del Toro de la Vega en sus términos actuales, no permitiéndose ni la muerte ni el alanceamiento del toro. Tal y como manifestó la Junta, con esta nueva normativa, será el Ayuntamiento de Tordesillas quien tenga que decidir cómo finaliza el Torneo. El decreto-ley fue convalidado por las Cortes de Castilla y León el 8 de junio de 2016.

## Prohibición de la fiesta
El Ayuntamiento de Tordesillas adoptó nuevas bases reguladoras del evento para ajustarse al decreto-ley de 2016 que prohíbe que se diera muerte al toro, y así se celebró durante cinco años. Pero el 9 de septiembre de 2022, aunque las nuevas normas tuvieran el visto bueno de la Fiscalía y de la Junta de Castilla y León, el Tribunal Superior de Justicia de dicha comunidad autónoma accedió a la solicitud del partido animalista y prohibió la persecución del toro suspendiendo las nuevas normas del Ayuntamiento de Tordesillas. El fallo del alto tribunal recoge el «daño irreparable» al toro de las lanzas permitidas (2,8 metros de longitud, con un punzón o doble arpón de 80 milímetros, de los que 30 son elementos punzantes) y afirma que «comporta un sufrimiento y maltrato al toro que, según la parte recurrente, puede incluso causarle la muerte».